# Volodymyr Ljutyj
Volodymyr Ivanovyč Ljutyj (in ucraino Володимир Іванович Лютий?, in russo Владимир Иванович Лютый?, Vladimir Ivanovič Ljutij; Dnipropetrovs'k, 20 aprile 1962) è un allenatore di calcio ed ex calciatore ucraino, sovietico fino al 1991.

## Statistiche

### Cronologia presenze e reti in nazionale
| Cronologia completa delle presenze e delle reti in nazionale ― Unione Sovietica | Cronologia completa delle presenze e delle reti in nazionale ― Unione Sovietica | Cronologia completa delle presenze e delle reti in nazionale ― Unione Sovietica | Cronologia completa delle presenze e delle reti in nazionale ― Unione Sovietica | Cronologia completa delle presenze e delle reti in nazionale ― Unione Sovietica | Cronologia completa delle presenze e delle reti in nazionale ― Unione Sovietica | Cronologia completa delle presenze e delle reti in nazionale ― Unione Sovietica | Cronologia completa delle presenze e delle reti in nazionale ― Unione Sovietica |
| Data                                                                            | Città                                                                           | In casa                                                                         | Risultato                                                                       | Ospiti                                                                          | Competizione                                                                    | Reti                                                                            | Note                                                                            |
| ------------------------------------------------------------------------------- | ------------------------------------------------------------------------------- | ------------------------------------------------------------------------------- | ------------------------------------------------------------------------------- | ------------------------------------------------------------------------------- | ------------------------------------------------------------------------------- | ------------------------------------------------------------------------------- | ------------------------------------------------------------------------------- |
| 28-3-1990                                                                       | Kiev                                                                            | Unione Sovietica                                                                | 1 – 1                                                                           | Paesi Bassi                                                                     | Amichevole                                                                      | 1                                                                               | 61’                                                                             |
| 25-4-1990                                                                       | Dublino                                                                         | Irlanda                                                                         | 1 – 0                                                                           | Unione Sovietica                                                                | Amichevole                                                                      | -                                                                               | 70’                                                                             |
| 13-6-1990                                                                       | Napoli                                                                          | Argentina                                                                       | 2 – 0                                                                           | Unione Sovietica                                                                | Mondiali 1990 - 1º turno                                                        | -                                                                               | 86’                                                                             |
| Totale                                                                          |                                                                                 | Presenze                                                                        | 3                                                                               |                                                                                 | Reti                                                                            | 1                                                                               |                                                                                 |

| Cronologia completa delle presenze e delle reti in nazionale ― Comunità degli Stati Indipendenti | Cronologia completa delle presenze e delle reti in nazionale ― Comunità degli Stati Indipendenti | Cronologia completa delle presenze e delle reti in nazionale ― Comunità degli Stati Indipendenti | Cronologia completa delle presenze e delle reti in nazionale ― Comunità degli Stati Indipendenti | Cronologia completa delle presenze e delle reti in nazionale ― Comunità degli Stati Indipendenti | Cronologia completa delle presenze e delle reti in nazionale ― Comunità degli Stati Indipendenti | Cronologia completa delle presenze e delle reti in nazionale ― Comunità degli Stati Indipendenti | Cronologia completa delle presenze e delle reti in nazionale ― Comunità degli Stati Indipendenti |
| Data                                                                                             | Città                                                                                            | In casa                                                                                          | Risultato                                                                                        | Ospiti                                                                                           | Competizione                                                                                     | Reti                                                                                             | Note                                                                                             |
| ------------------------------------------------------------------------------------------------ | ------------------------------------------------------------------------------------------------ | ------------------------------------------------------------------------------------------------ | ------------------------------------------------------------------------------------------------ | ------------------------------------------------------------------------------------------------ | ------------------------------------------------------------------------------------------------ | ------------------------------------------------------------------------------------------------ | ------------------------------------------------------------------------------------------------ |
| 29-4-1992                                                                                        | Mosca                                                                                            | Comunità degli Stati Indipendenti                                                                | 2 – 2                                                                                            | Inghilterra                                                                                      | Amichevole                                                                                       | -                                                                                                | 46’                                                                                              |
| 3-6-1992                                                                                         | Brøndby                                                                                          | Danimarca                                                                                        | 1 – 1                                                                                            | Comunità degli Stati Indipendenti                                                                | Amichevole                                                                                       | -                                                                                                | 65’                                                                                              |
| 12-6-1992                                                                                        | Norrköping                                                                                       | Germania                                                                                         | 1 – 1                                                                                            | Comunità degli Stati Indipendenti                                                                | Euro 1992 - 1º turno                                                                             | -                                                                                                | 46’                                                                                              |
| Totale                                                                                           |                                                                                                  | Presenze                                                                                         | 3                                                                                                |                                                                                                  | Reti                                                                                             | 0                                                                                                |                                                                                                  |

## Palmarès

### Giocatore

#### Club
- Campionato sovietico: 2

Dnipro: 1983, 1988
- Coppa dell'Unione Sovietica: 1

Dnipro: 1988-1989
- Supercoppa dell'Unione Sovietica: 1

Dnipro: 1988
- Kubok Federacii SSSR: 2

Dnipro: 1986, 1989
- 2. Fußball-Bundesliga: 1

Schalke 04: 1990-1991

#### Nazionale
- Oro olimpico: 1

Seul 1988

### Allenatore
- Divizia A: 1

Saxan: 2013-2014